# Survivor (Lied)
Survivor ist ein Lied der US-amerikanischen Girlgroup Destiny’s Child aus dem Jahr 2001. Das Lied wurde von Frontfrau Beyoncé Knowles, Anthony Dent und Mathew Knowles für das dritte Album der Gruppe Survivor (2001) geschrieben und komponiert. 

## Hintergrund
Im Jahr 1999 trennten sich die Destiny’s Child Mitglieder LaTavia Roberson und LeToya Luckett von Frontfrau Beyoncé Knowles und Kelly Rowland, ihre Plätze nahmen Michelle Williams und Farrah Franklin ein. Jedoch trennte sich später auch Franklin von der Gruppe. Laut Knowles wurde ihre Girlgroup mit der US-Show Survivor verglichen. Dieser Vergleich inspirierte Knowles, ein Lied „voller Negativität über uns“ zu schreiben.

## Musikvideo
Das Musikvideo hatte seine Premiere bei „MTV – Making the Video“ und stellt dar, wie die Sängerinnen der Gruppe auf einer Insel überleben. In einer Vorschau wird gezeigt, welche Ereignisse dazu geführt haben, dass sie nun auf einer Insel leben müssen.
Auf Destiny’s Child Album #1’s sowie auf der internationalen Deluxe-Edition vom Album Survivor und auf der DVD Fan Pack veröffentlichte die Gruppe das Musikvideo.
Destiny’s Child nahmen noch ein Remixvideo mit der Rapperin Da Brat auf, dieses wurde jedoch nie veröffentlicht.
Das Musikvideo gewann bei den MTV Video Music Awards 2001 den Preis Best R&B Video und den Soul Train Lady of Soul Award für Best R&B/Soul Single, Group, Band or Duo.

## Kontroverse
Die Gründungsmitglieder von Destiny’s Child LeToya Luckett und LaTavia Roberson zeigten Knowles, Rowland und den Manager Mathew Knowles an. Sie erklärten, dass manche Liedzeilen in Survivor, wie „You thought I wouldn't sell without you/sold nine million“, eine Beleidigung darstellen. Über den Verlauf des Prozesses ist nichts bekannt.

## Rezeption

### Preise
Bei den Grammy Awards 2002 gewann das Lied den Grammy für Best R&B Performance by a Duo or Group with Vocals.

### Rezensionen
Der Sender Black Entertainment wählte das Lied zum erfolgreichsten der 2000er-Dekade.

## Kommerzieller Erfolg

### Chartplatzierungen
Survivor stieg in den US-amerikanischen Billboard Hot 100 auf Platz 43 ein, damit gelang die Gruppe ihre zweithöchste Debütplatzierung, nach Lose My Breath, welches direkt auf der 30 einstieg. In den Vereinigten Staaten wurde das Lied schnell zur einen kommerziellen Erfolg und erreichte nur einen Monat nach seiner Veröffentlichung Platz 2. Durch den massiven Erfolg von Janet Jacksons All for You gelang es dem Titel nicht, die Spitze der Billboard Hot 100 zu erklimmen. In den Billboard Hot Dance Music Maxi-Singles Sales Charts blieb das Lied jedoch für acht Wochen auf Platz 1.
In den Genrecharts Hip-Hop/R&B erreichte das Lied Platz 5. In den Radiocharts erreichte das Lied Platz 1 für fünf Wochen, da die Radiosender das Lied sehr oft spielten. In den reinen US-Verkaufscharts erreichte das Lied Platz 3.
Im Vereinigten Königreich konnte das Lied direkt in der ersten Woche über 290.000 Einheiten verkaufen und debütierte mit einem Riesenerfolg direkt auf Platz 1 der britischen Charts. Außerdem wurde das Lied ein Nummer-eins-Hit in Irland, den Niederlanden und Japan. In den weltweiten United World Tracks Charts blieb das Lied fünf Wochen lang auf Platz 1. In Kanada erreichte das Lied auch Platz 1, in Neuseeland Platz 2, die Top-5 in Australien und Deutschland und Platz 12 in Frankreich.
| ChartsChartplatzierungen       | Höchstplatzierung | Wochen |
| ------------------------------ | ----------------- | ------ |
| Deutschland (GfK)              | 8 (13 Wo.)        | 13     |
| Österreich (Ö3)                | 10 (12 Wo.)       | 12     |
| Schweiz (IFPI)                 | 5 (20 Wo.)        | 20     |
| Vereinigte Staaten (Billboard) | 2 (20 Wo.)        | 20     |
| Vereinigtes Königreich (OCC)   | 1 (15 Wo.)        | 15     |

| ChartsJahrescharts (2001)      | Platzierung |
| ------------------------------ | ----------- |
| Deutschland (GfK)              | 73          |
| Schweiz (IFPI)                 | 29          |
| Vereinigte Staaten (Billboard) | 23          |

### Auszeichnungen für Musikverkäufe
| Land/Region                  | Auszeichnungen für Musikverkäufe (Land/Region, Auszeichnung, Verkäufe) | Verkäufe  |
| ---------------------------- | ---------------------------------------------------------------------- | --------- |
| Australien (ARIA)            | Platin                                                                 | 70.000    |
| Belgien (BRMA)               | Gold                                                                   | 25.000    |
| Dänemark (IFPI)              | Gold (Physisch) · + Platin (Digital)                                   | 100.000   |
| Deutschland (BVMI)           | Gold                                                                   | 250.000   |
| Italien (FIMI)               | Gold                                                                   | 50.000    |
| Japan (RIAJ)                 | 2× Platin (Ringtone) · + Gold (Mobile Downloads)                       | 600.000   |
| Neuseeland (RMNZ)            | Platin                                                                 | 30.000    |
| Norwegen (IFPI)              | Gold (Physisch) · + Gold (Digital)                                     | 40.000    |
| Schweden (IFPI)              | Gold                                                                   | 15.000    |
| Vereinigte Staaten (RIAA)    | Platin · + Gold (Videosingle)                                          | 1.025.000 |
| Vereinigtes Königreich (BPI) | Platin                                                                 | 832.000   |
| Insgesamt                    | 9× Gold · 7× Platin ·                                                  | 3.037.000 |

Hauptartikel: Destiny’s Child/Auszeichnungen für Musikverkäufe

## Coverversionen
- 2001: Nancy and the Boys[12]
- 2004: Jill Sobule
- 2005: Vanilla Ice
- 2010: Die Happy[13]
- 2010: Glee Cast
- 2017: Leslie Clio
- 2019: Emil Bulls